# Сюсмью
Сюсмью́ (фр. Susmiou, окс. Susmior) — коммуна во Франции, находится в регионе Аквитания. Департамент — Атлантические Пиренеи. Входит в состав кантона Кёр-де-Беарн. Округ коммуны — Олорон-Сент-Мари.
Код INSEE коммуны — 64530.

## География

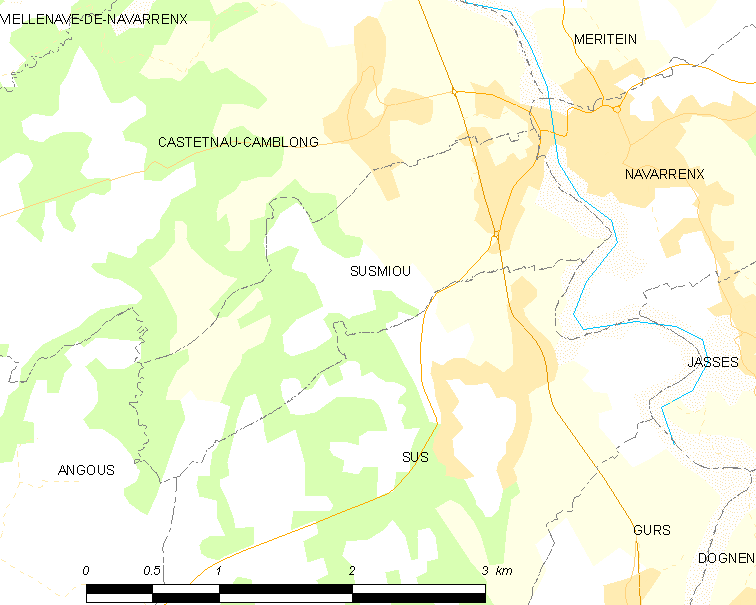
Карта коммуны

Коммуна расположена приблизительно в 670 км к югу от Парижа, в 170 км южнее Бордо, в 33 км к западу от По.
На северо-востоке коммуны протекает река Гав-д’Олорон.

### Климат
Климат тёплый океанический. Зима мягкая, средняя температура января — от +5°С до +13°С, температуры ниже −10 °C бывают редко. Снег выпадает около 15 дней в году с ноября по апрель. Максимальная температура летом порядка 20-30 °C, выше 35 °C бывает очень редко. Количество осадков высокое, порядка 1100 мм в год. Характерна безветренная погода, сильные ветры очень редки.

## Население
Население коммуны на 2010 год составляло 321 человек.
| 1962 | 1968 | 1975 | 1982 | 1990 | 1999 | 2010 |
| ---- | ---- | ---- | ---- | ---- | ---- | ---- |
| 123  | 131  | 202  | 227  | 250  | 250  | 321  |

## Администрация
| Период | Период | Фамилия         | Партия | Примечания |
| ------ | ------ | --------------- | ------ | ---------- |
| 1983   | 2001   | Морис Борденав  |        |            |
| 2001   | 2007   | Фредерик Фурнье |        |            |
| 2007   | 2020   | Брюно Лан       |        |            |

## Экономика
В 2010 году среди 191 человека трудоспособного возраста (15-64 лет) 142 были экономически активными, 49 — неактивными (показатель активности — 74,3 %, в 1999 году было 73,5 %). Из 142 активных жителей работали 133 человека (69 мужчин и 64 женщины), безработных было 9 (4 мужчины и 5 женщин). Среди 49 неактивных 11 человек были учениками или студентами, 24 — пенсионерами, 14 были неактивными по другим причинам.